# 범물역
범물역(Beommul Station, 凡勿驛)은 대구광역시 수성구 지범로 범물네거리에 위치한 대구 도시철도 3호선의 역이다.
주변에 역세권이 많이 발달되어 있어 승객이 점차 증가하고 있으며, 1번이나 4번 출구로 나가면 동아백화점 수성점이 나온다. 범물역 옆으로 용학로 입구가 있다.

## 역명의 유래
이 곳은 원래 대구부 수동면의 지역으로, 밤만 되면 문 밖으로 출입을 할 수 없을 정도로 범(호랑이)이 많고, 범이 많이 울었다고 해서 범울리 혹은 범물리라고 하였다.
1875년 하수서면에 편입되었으며, 1914년 이전리와 가동을 병합하여 범물동이 되었다.

## 역 구조
2면 2선의 상대식 승강장이 있는 지상역이다. 난간형 스크린도어가 설치되어 있다.

### 승강장
| 지산 ↑ |
| \| 상  |
| ↓ 용지 |

| 상행 | ● 대구 도시철도 3호선 | 지산·어린이세상·칠곡경대병원 방면 |
| 하행 | ● 대구 도시철도 3호선 | 용지 방면                         |

- 대합실을 통해, 반대편 승강장으로 이동이 가능하다.

## 역사
- 2013년 10월 2일 : 범물역으로 역명 결정
- 2015년 4월 23일 : 대구 도시철도 3호선 개통과 함께 영업 개시

## 역 주변
| 나가는 곳 | 방면              |
| --------- | ----------------- |
| 1         | 대구지봉초등학교  |
| 2         | 지산근린공원      |
| 3         | KT 범물지사       |
| 4         | 동아백화점 수성점 |

## 승차량 변동
| 노선  | 승차 인원 | 승차 인원 | 승차 인원 | 승차 인원 | 승차 인원 | 주석  |
| 노선  | 2015년    | 2016년    | 2017년    | 2018년    | 2019년    | 주석  |
| ----- | --------- | --------- | --------- | --------- | --------- | ----- |
| 3호선 | 3,716     | 4,067     |           |           | -         | [ 1 ] |

## 사진

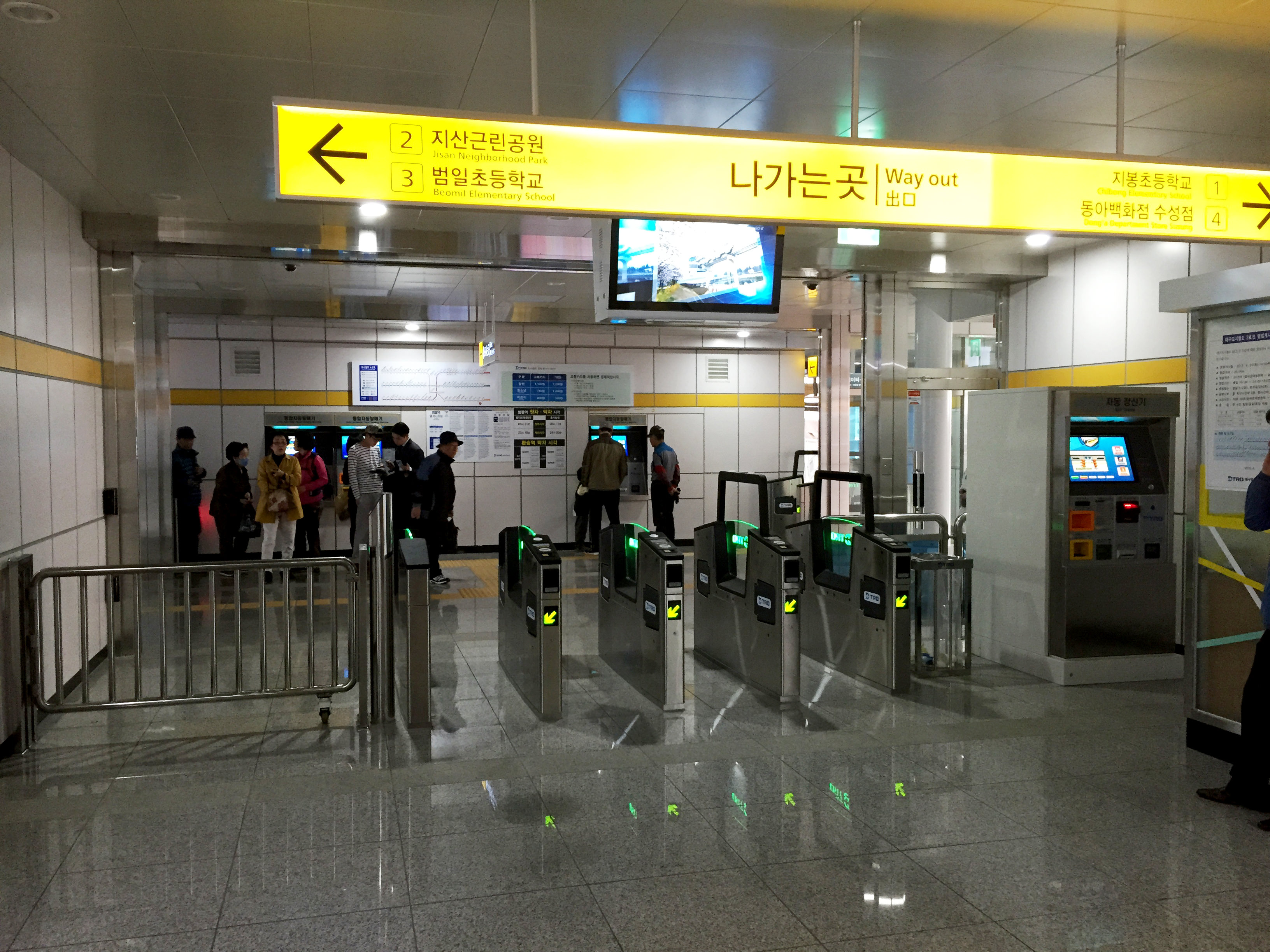
개찰구

## 인접한 역
| 대구 도시철도 3호선        | 대구 도시철도 3호선   | 대구 도시철도 3호선 |
| -------------------------- | --------------------- | ------------------- |
| 339 지산 칠곡경대병원 방면 | ● 대구 도시철도 3호선 | 341 용지 방면       |